# Březník
Březník (en allemand : Bschesnik) est une commune du district de Třebíč, dans la région de Vysočina, en République tchèque. Sa population s'élevait à 689 habitants en 2020.

## Géographie
Březník se trouve à 5 km au sud-est du centre de Náměšť nad Oslavou, à 24 km à l'est-sud-est de Třebíč, à 51 km au sud-est de Jihlava et à 162 km au sud-est de Prague.
La commune est limitée par Kralice nad Oslavou au nord, par Sudice à l'est, par Kuroslepy à l'est et au sud, par Kladeruby nad Oslavou au sud-ouest, et par Sedlec et Náměšť nad Oslavou à l'ouest.

## Histoire
La première mention écrite de la localité date de 1237.

## Transports
Par la route, Březník se trouve à 5,5 km de Náměšť nad Oslavou, à 26 km de Třebíč, à 59 km de Jihlava et à 187 km de Prague.